# Госпитальная школа

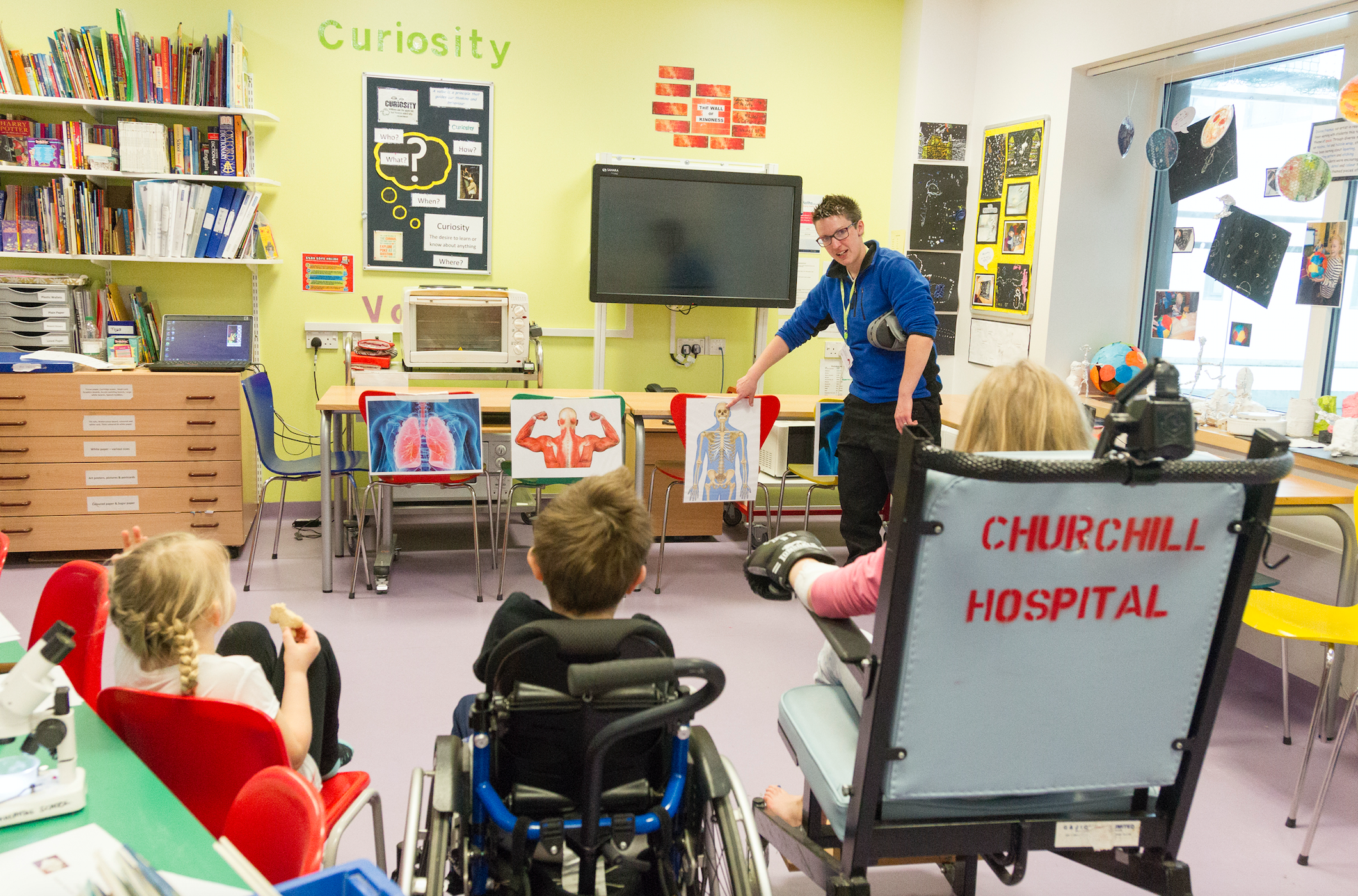
Oxfordshire Hospital School

Госпитальная школа – это организация, осуществляющая образовательную деятельность по основным и дополнительным общеобразовательным программам, в которой обучаются дети, нуждающиеся в длительном лечении.
Госпитальная школа призвана обеспечить условия для реализации конституционного права на получение образования несовершеннолетними гражданами Российской Федерации, находящимися на длительном лечении в стационарах медицинских учреждений, поскольку в соответствии со ст. 43 Конституции РФ:
1. каждый ребенок имеет право на образование;
2. основное общее образование является обязательным;
3. дошкольное и основное общее образование являются гарантированно общедоступными и бесплатными для всех категорий детей.

Для обучающихся, нуждающихся в длительном лечении, детей-инвалидов, которые по состоянию здоровья не могут посещать образовательные организации, обучение по образовательным программам начального общего, основного общего и среднего общего образования организуется на дому или в медицинских организациях.
Обучение детей, находящихся на длительном лечении в условиях стационара может быть организовано одним из трех способов:
1.    Длительно болеющий ребенок может продолжать обучение в образовательной организации, находящейся по месту жительства ребенка (в которую он был зачислен до болезни), в том числе с использованием дистанционных технологий;
2.    Обучающийся, пребывающий на длительном лечении в медучреждении, может продолжать обучение с педагогами, приходящими по расписанию из близлежащей к стационару школы;
3.    В медицинской организации может быть организовано отдельное школьное пространство (госпитальная школа), где с детьми, находящимися на длительном лечении, будут проводить занятия специально обученные госпитальные педагоги, прошедшие профессиональную переподготовку.

## Госпитальная школа в России
Появление возможности обучения детей в больницах напрямую связано с учреждением детских медицинских учреждений, где сёстры милосердия помогали детям и обучали их. В России первая детская больница была открыта в 1834 году в Санкт-Петербурге.
В Советском Союзе обучение длительно болеющих детей представляло две формы – обучение на дому и обучение в больнице, в рамках которого педагог из соседней школы приходил к ребёнку и за 8-12 часов давал образовательную программу. Это порождало трудности, так как учителям было сложно после работы в школе отправиться учить ещё. Такая система влечёт за собой трудности при дальнейшей учёбе ребёнка, после выхода из больницы, так как он недополучает нужных знаний.

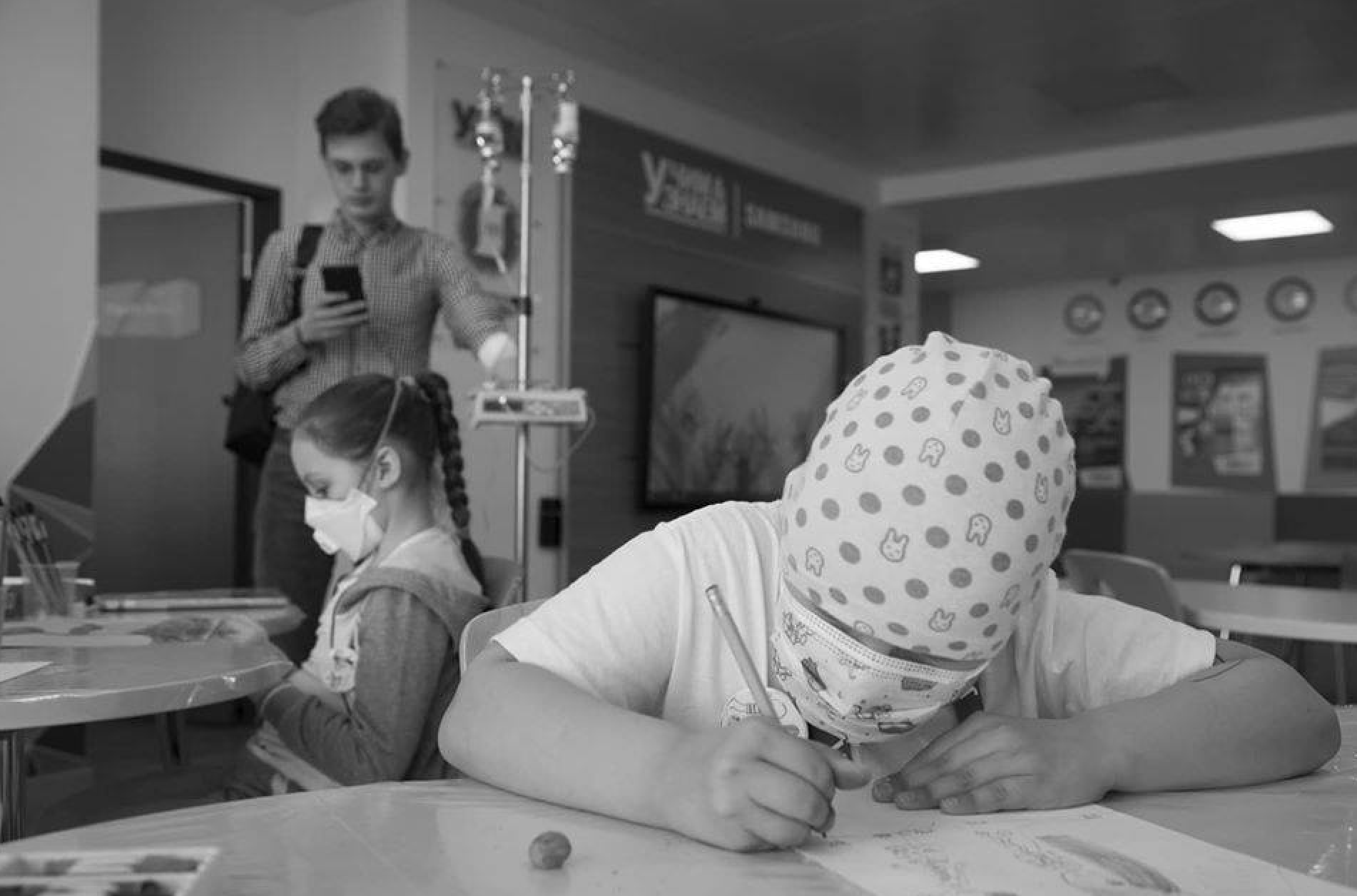
Занятия в госпитальной школе [https://uchimznaem.ru Федерального проекта "УчимЗнаем"

Понятие «госпитальная школа» в России было впервые введено с созданием Федерального проекта «УчимЗнаем». Госпитальная школа позволяет детям, находящимся на длительном лечении, получать обучение и продолжать образовательную траекторию в стенах больницы. В некоторых больницах существовала специальная ставка педагога.
Участвуя в программе госпитальной школы, дети школьного возраста могут продолжать достигать академические цели и взаимодействовать со сверстниками. Преподаватели взаимодействуют с учениками, их родителями, врачами и другими учителями. Учебные занятия проводятся в групповой обстановке или в палате больного, если это необходимо с медицинской точки зрения. Программа госпитальной школы направлена на то, чтобы помочь детям развивать и поддерживать академические навыки. Участие в привычных и «обыкновенных» школьных мероприятиях помогает детям справиться с ситуацией, уменьшая стресс от госпитализации. Кроме того, помогая родителям ориентироваться в системе образования и получать доступ к соответствующим услугам для своего ребенка, преподаватели больниц помогают сделать переход из больницы обратно в школу как можно более плавным.

## Госпитальная школа в мире
Первая детская больница была открыта в 1802 году в Париже. Это событие стало прорывом, так как до этого дети всегда лечились вместе со взрослыми, в одних и тех же помещениях. Создание регулярных больниц для детей по всему миру, подняло вопрос, который неотъемлемо соприкасается с развитием детей, — это их обучение.

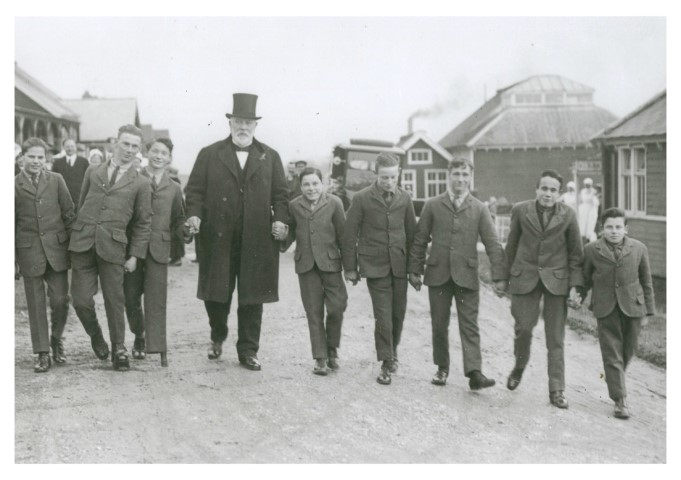
[https://www.treloar.org.uk/about-us/our-history/ Treloar School and Hospital, 1902

История больничной педагогики уходит корнями в начало XX-го века. Это началось с благотворительной просветительской работы сэра Уильяма Перди Трелоара, который был трейдером в Лондоне, а впоследствии стал мэром. Трелоар открыл больницу в Лондоне, где была организована госпитальная школа. Больница располагалась на окраине города, и педагогам было тяжело добираться до неё, поэтому Трелоар построил общежитие, в котором проживал и медицинский персонал, и педагоги.
В разных странах разработаны уникальные подходы к организации деятельности госпитальной школы, - контакты с «родительскими школами», а также способ проверки учащихся могут отличаться от страны к стране. Сейчас госпитальная педагогика представляет собой две формы обучения – надомно и в стенах медицинского учреждения.

## Список литературы
1. Методические рекомендации об организации обучения детей, которые находятся на длительном лечении и не могут по состоянию здоровья посещать образовательные организации, утверждено 11 ноября 2019 года.
2. Csinády R. V. et al. Hospital pedagogy, a bridge between hospital and school //HERJ Hungarian Educational Research Journal. – 2015. – Т. 5. – №. 2. – С. 49-65.
3. Интервью С.В. Шариков «Для длительно болеющих детей учеба – единственная форма коммуникации» (рус.). Журнал «Справочник руководителя образовательного учреждения» No 2, Февраль 2017 (2017).
4. С.В.Шариков. [Создание образовательной среды для детей, находящихся на длительном лечении в стационарах медицинских учреждений] (рус.) // Российский журнал детской гематологии и онкологии. — 2015.